# Oussama Benhaoua
 (octobre 2024).
Oussama Benhaoua est un footballeur algérien né le 10 avril 2002 à Oran. Il évolue au poste de Milieu offensif au MC Alger.

## Statistiques

### En club
| Saison                | Club                  | Championnat           | Championnat | Championnat | Championnat | Coupe(s) nationale(s) | Coupe(s) nationale(s) | Coupe(s) nationale(s) | Compétition(s) continentale(s) | Compétition(s) continentale(s) | Compétition(s) continentale(s) | Compétition(s) continentale(s) | Total | Total | Total |
| Saison                | Club                  | Division              | M.          | B.          | P.d.        | M.                    | B.                    | P.d.                  | Comp.                          | M.                             | B.                             | P.d.                           | M.    | B.    | P.d.  |
| 2023-2024             | MC Alger              | Ligue 1               | 3           | 0           | 1           | -                     | -                     | -                     | -                              | -                              | -                              | -                              | 3     | 0     | 1     |
| 2024-2025             | MC Alger              | Ligue 1               | 7           | 0           | 0           | 0                     | 0                     | 0                     | CAF                            | 3                              | 1                              | 0                              | 10    | 1     | 0     |
| Total sur la carrière | Total sur la carrière | Total sur la carrière | 10          | 0           | 1           | 0                     | 0                     | 0                     | -                              | 3                              | 1                              | 0                              | 13    | 1     | 1     |

## Palmarès

### Palmarès en club
| MC Alger (3)                                                                              |
| ----------------------------------------------------------------------------------------- |
| - Ligue 1 (2) : - Champion : 2024 et 2025 - Supercoupe d'Algérie (1) : - Vainqueur : 2024 |